# Bob Bishop
Robert James „Bob“ Bishop († 28. September 2014) war ein US-amerikanischer Softwareentwickler.
Er schrieb 1977 die ersten vier Computerspiele für den Apple II Heimcomputer:
- ROCKET PILOT,
- STAR WARS,
- SAUCER INVASION und
- SPACE MAZE

Einige für die damalige Zeit erstaunliche Demoprogramme, wie APPLE-VISION (eine Figur tanzt zu einer Melodie) stammen von ihm, auch nutzte er die Kassettenrekorder-Schnittstelle des Apple II dazu, Sprache auszugeben (APPLE-TALKER) und sogar Sprache zu erkennen (APPLE-LISTENER), wofür diese sicher nicht gedacht war.
Bekannt wurde sein Spiel DUNG BEETLES, später auch als TUMBLE BUGS veröffentlicht.